# YIGSRモチーフ
YIGSRモチーフ（ワイアイジーエスアールモチーフ、英: YIGSR motif、YIGSR配列）は、アミノ酸5個から構成されるペンタペプチド・Tyr-Ile-Gly-Ser-Arg（チロシン-イソロイシン-グリシン-セリン-アルギニン）をアミノ酸1文字表記した配列で、細胞接着分子・ラミニンの細胞接着活性配列である。ラミニンβ1鎖のアミノ酸番号929～933に存在する。歴史的には、フィブロネクチンのRGD配列の次の細胞接着配列として発見された。しかし、様々なタンパク質にRGD配列が存在するのと異なり、YIGSR配列はラミニンにしか見いだされていない。有機合成したYIGSR含有ペプチドがマウスの実験的がん転移を抑制した。

## 発見
1979年、米国・NIHの国立歯科・頭蓋顔面研究所のジョージ・マーチン（G．R. Martin）らが、ドイツのマックス・プランク生化学研究所のティンプル（R．Timpl）と共同で、マウスのEHS肉腫から新しいタンパク質を精製し、基底膜の1つの層・ベーサルラミナ (basal lamina、基底板) の「lamina」にちなみ、ラミニン（laminin）と命名した。
1980年、フィブロネクチンで研究されたのと全く同じ手法で、マーチンはラミニンに細胞接着活性を見出した。
1987年、マーチン研究室のヒンダ・クラインマン（Kleinman HK）が、ラミニンβ1鎖のアミノ酸番号929～933に当たるペンタペプチド・YIGSR（Tyr-Ile-Gly-Ser-Arg、つまり、チロシン-イソロイシン-グリシン-セリン-アルギニン）が、細胞接着分子・ラミニンの細胞接着活性配列であることを突き止めた。同時にYIGSRは67kDaラミニンレセプターに結合することも発見した。

## 応用・特許
- 抗がん剤：転移阻害剤・・・1987年、YIGSRペプチドが黒色腫細胞を用いたマウスの実験的がん転移を抑制することが発見された[4]。このYIGSRペプチドを土台にした抗がん剤がいくつも研究されている[5][6]。
- 人工神経材料・・・ラミニンは神経の軸索伸長を促す。このYIGSRペプチドを土台に神経の軸索伸長をもたらすした人工材料がいくつも研究されている[7]。
- 機能性材料・・・組織工学材料として、材料の表面に塗布・組み込む、化学的に一部を結合させる、遺伝子組み換えでハイブリッド分子を合成するなどで、細胞の接着、増殖、分化、形態を調節する材料が考案されている[8]。